# Euphorbia resinifera
Euphorbia resinifera är en törelväxtart som beskrevs av Otto Karl Berg. Euphorbia resinifera ingår i släktet törlar, och familjen törelväxter.
Artens utbredningsområde är Marocko. Inga underarter finns listade i Catalogue of Life.

## Bildgalleri

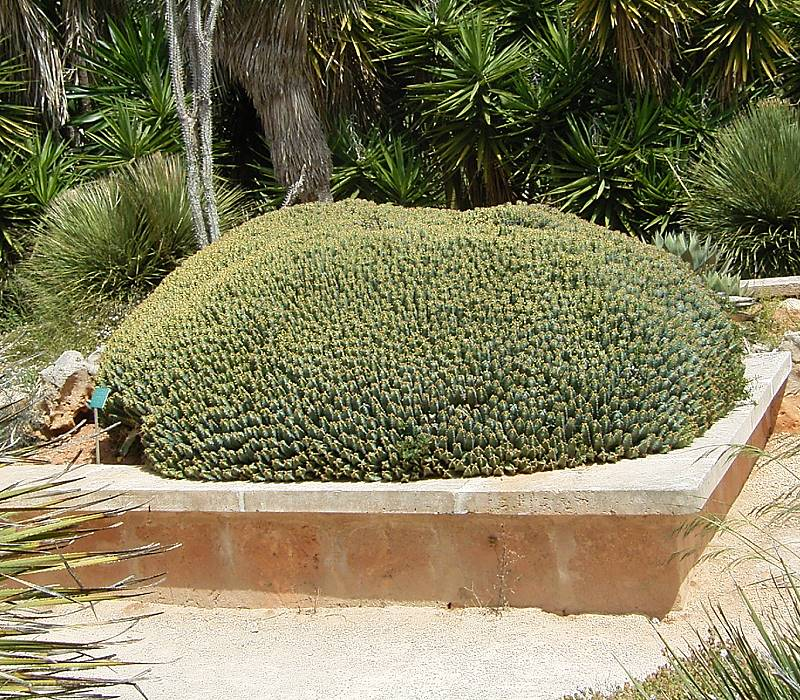
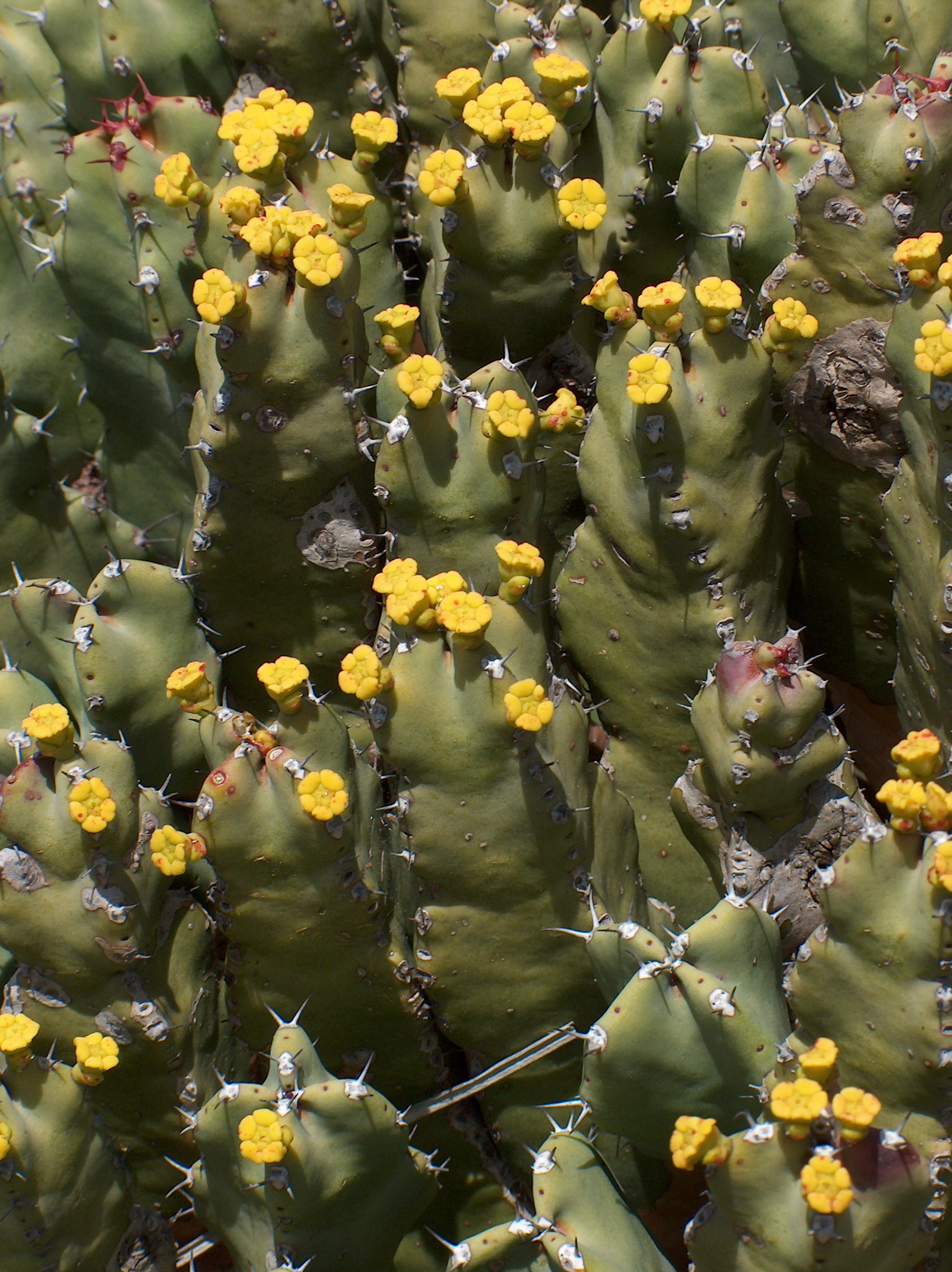
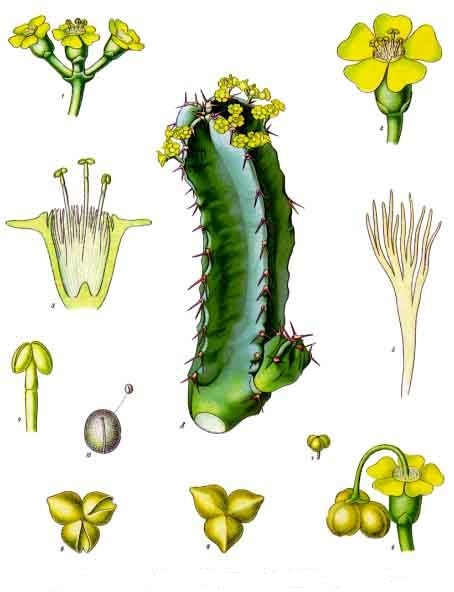
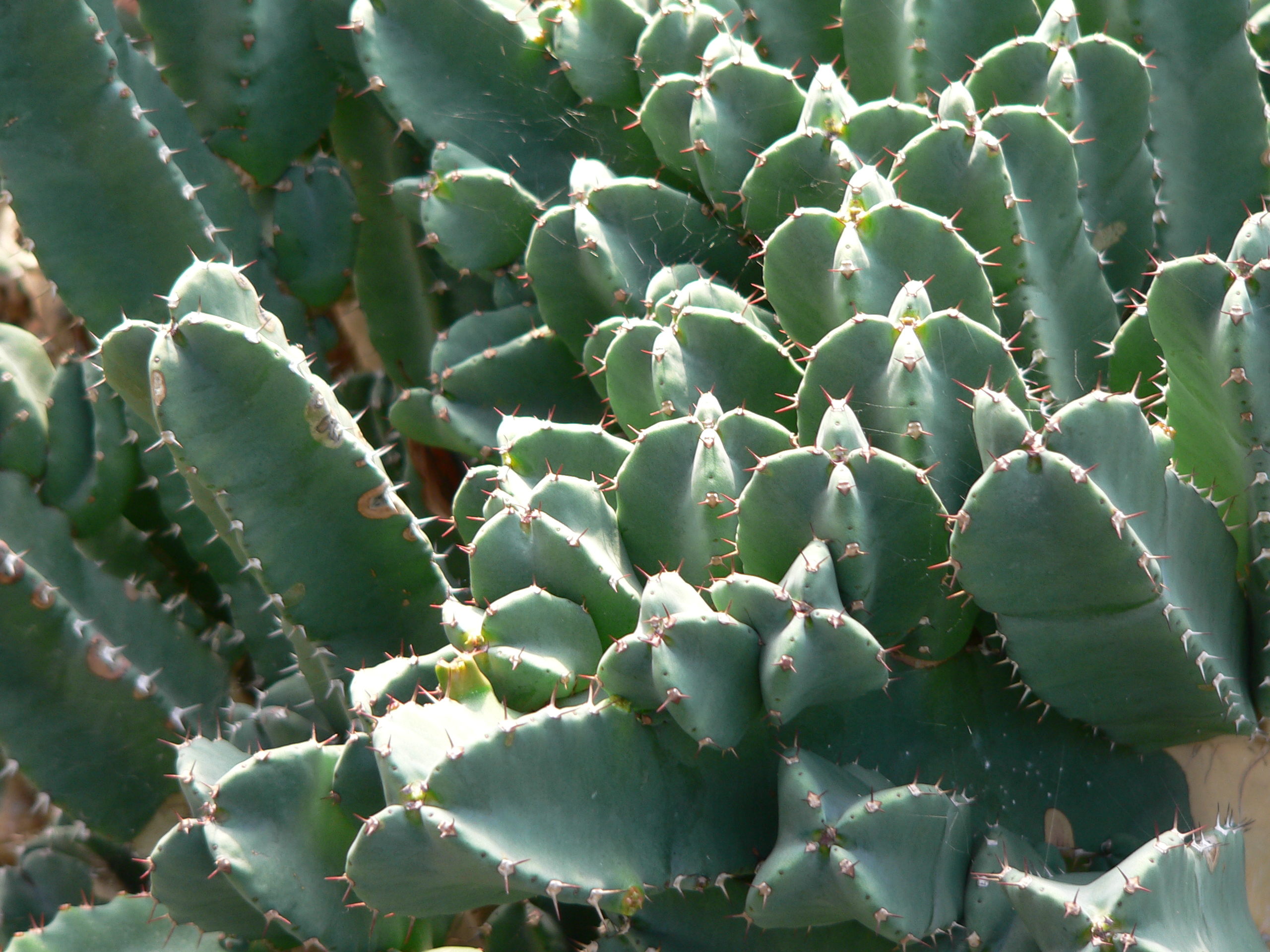
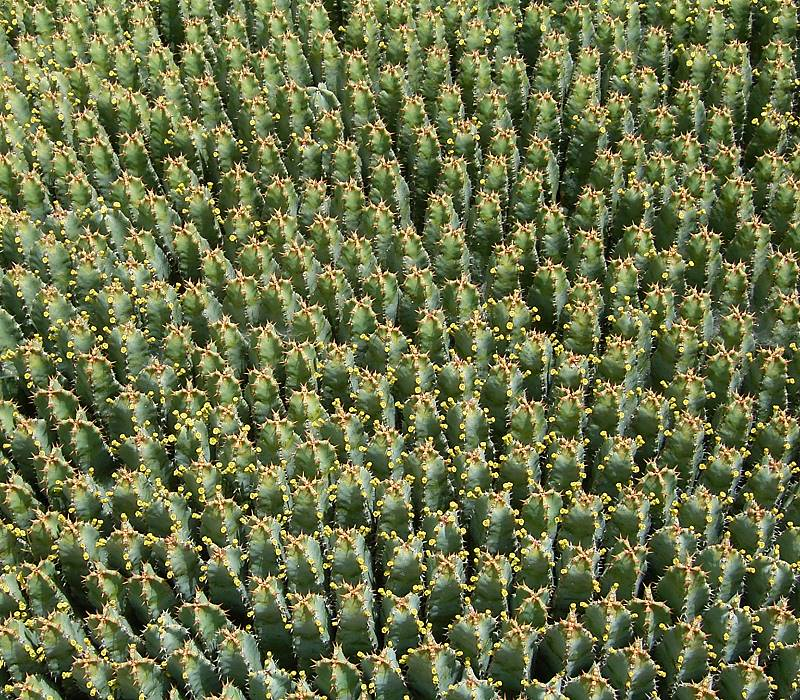
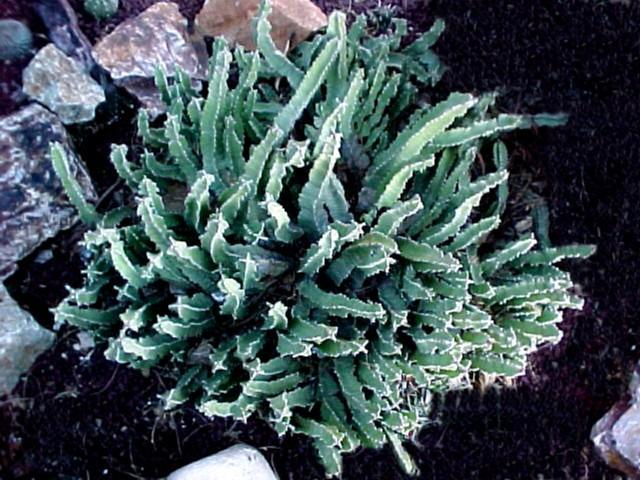